# Varanus timorensis
Varanus timorensis — вид ящірок родини Варанові (Varanidae).

## Поширення
Населяє північ Австралії, острів Тимор і південну частину Нової Гвінеї.

## Опис
Тіло завдовжки до 60 см, вага 100–350 г. У варана сильне мускулисте тіло, добре розвинені кінцівки. Хвіст круглий або овальний, довжиною трохи перевищує довжину всього тіла, включаючи голову. Тіло варана покрито округлою лускою. Варан має довгий, роздвоєний на кінці язик. Як і у змій, він надзвичайно швидкий. Зуби конічної форми, злегка загнуті всередину. Зуби, що випали, у варанів виростають знову, лише в дуже пізній старості вони втрачають цю здатність.

## Спосіб життя
Основу раціону складають комахи, гекони і інші дрібні тварини. Його життя в основному проходить на деревах, іноді він спускається на землю, щоб пополювати, але це відбувається вкрай рідко (якщо йому недостатньо їжі). Як притулок він використовує дупла дерев.